# Almucs de Castelnau

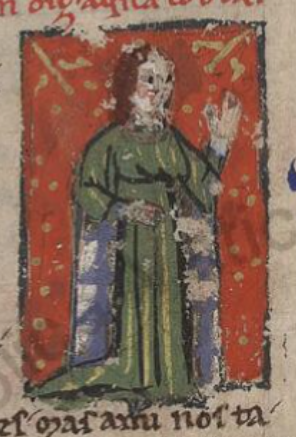
Miniatura de un manuscrito del que ilustra un poema de Almucs de Castelnau

Almucs de Castelnau o Castelnou (ca. 1140 - después de 1184) fue una trobairitz de una ciudad cercana a Aviñón, en Provenza. Su nombre se deletrea también como Almuc, Amucs, Almois, Almurs o Almirs.
El único trabajo de Almucs que sobrevive es un intercambio poético con Iseut de Capio, otra trobairitz. El texto se estructura en cancioneros entremezclados con un largo razo; en este cuenta cómo Iseut suplica a Almucs de Castelnau que perdone a Gigo (Gui), señor de Tournon-sur-Rhône (Tornon) en el Vivarés, caballero de Iseut, quien había cometido «una gran falta» contra Almucs. Gigo, sin embargo, ni se arrepintió ni buscó perdón, por lo que Almucs respondió a Iseut en un cobla propio. La data de este intercambio se remonta a alrededor de 1190. Almucs es también mencionada (...dompna nal murs...) en el poema Ia de chan por su amiga trobairitz Castelloza.

## Identificación

### Almodis de Caseneuve
Almucs puede ser identificada con cierta Almodis de Caseneuve oriunda no lejos de Aviñón y cercana a Les Chapelins, posiblemente en la casa de Iseut de Capio. Cronológicamente, Almodis y Almucs habrían sido contemporáneas y los señores de Caseneuve han documentado relaciones con otros trovadores. Almodis fue la segunda esposa de Guiraut I de Simiane, quién también gobernó Apt y Gordes; con él tuvo cuatro hijos, incluyendo a Raimbout d'Agould, el segundo eldest que, en 1173, acompañó a su padre en una Cruzadas.
El matrimonio de Almodis probablemente se realizó entre 1151 y aproximadamente 1161 (suponiendo que el hijo mayor tendría al menos doce años en los tiempos de la Cruzada). Bogin sugiere que un viudo como Guiraut tuvo que haber vuelto a casarse rápidamente y que por lo tanto, el nacimiento de Almodis no fue posterior a 1140.
Si el Guiraut de Simiane mencionado en documentos de 1113 y 1120 es el mismo marido de Almodis, entonces es probable que fuera a la Cruzada con la esperanza de morir en el este. En 1150, Guiraut fue testigo del testamento de Tibors de Sarenom, la madre de Raimbaut d'Aurenga. En 1184, Raimbout d'Agould hizo una donación a la abadía de Sénanque en nombre de sus padres, que presumiblemente estaban fallecidos. Raimbout es posteriormente mencionado de manera frecuente por Gaucelm Faidit como N'Agout.

### Esposa de Guigo de Randon
Es posible que Almucs fuera la esposa de Guigo de Castelnou de Randon, que destacó alrededor de 1200.